# Audition (The Fools Who Dream)
«Audition (The Fools Who Dream)» — песня из кинофильма «Ла-Ла Ленд», исполненная  Эммой Стоун. Была номинирована на  премию «Оскар».

## Создание
Музыку к песне написал композитор Джастин Гурвиц, текст — Бендж Пасек и Джастин Пол.
По словам Гурвица, Audition (The Fools Who Dream) — его любимая песня из всех вошедших в саундтрек к фильму «Ла-Ла Ленд». Ему не понадобилось искать вдохновение. Он просто сел за пианино и создал эту музыку.

## Награды и номинации
| Награды и номинации «Audition (The Fools Who Dream)» | Награды и номинации «Audition (The Fools Who Dream)» | Награды и номинации «Audition (The Fools Who Dream)» | Награды и номинации «Audition (The Fools Who Dream)» | Награды и номинации «Audition (The Fools Who Dream)» |
| Год                                                  | Награда                                              | Категория                                            | Результат                                            | Ист.                                                 |
| ---------------------------------------------------- | ---------------------------------------------------- | ---------------------------------------------------- | ---------------------------------------------------- | ---------------------------------------------------- |
| 2017                                                 | «Оскар                                               | «Лучшая песня к фильму»                              | Номинация                                            | [ 1 ]                                                |
| 2017                                                 | «Выбор критиков»                                     | «Лучшая песня»                                       | Номинация                                            | [ 4 ]                                                |
| 2017                                                 | Премия Ассоциации кинокритиков Сент-Луиса            | «Лучшая песня»                                       | Победа                                               | [ 5 ]                                                |

## Позиции в чартах
| Чарт (2017)                                    | Высшая позиция |
| ---------------------------------------------- | -------------- |
| Франция (SNEP)                                 | 119            |
| Шотландия (Scottish Singles and Albums Charts) | 99             |